# Kunstsammlungen Chemnitz
Die Kunstsammlungen Chemnitz sind die kunstgeschichtlichen Sammlungen der Stadt Chemnitz, deren rund 65.000 Exponate auf mehrere Häuser verteilt sind. Sie gehen auf bürgerliche Vereine des 19. Jahrhunderts zurück, unter anderem der 1860 gegründeten Kunsthütte. 2001 wurden sie in das Blaubuch aufgenommen. 2010 wurde dem Museum von der deutschen Sektion des Internationalen Kunstkritikerverbandes AICA der Titel Museum des Jahres 2010 verliehen, insbesondere für die Aufbauleistung seit 1990.
Neben den Kunstsammlungen am Theaterplatz mit dem Carlfriedrich-Claus-Archiv, die sich beide im 1909 eröffneten König-Albert-Museum am Theaterplatz befinden, gehören zu dem Verbund das Museum Gunzenhauser, das Henry-van-de-Velde-Museum in der Villa Esche und das Schloßbergmuseum mit der Burg Rabenstein.

## Geschichte

### 1860 bis 1920: Gründung und Entstehung

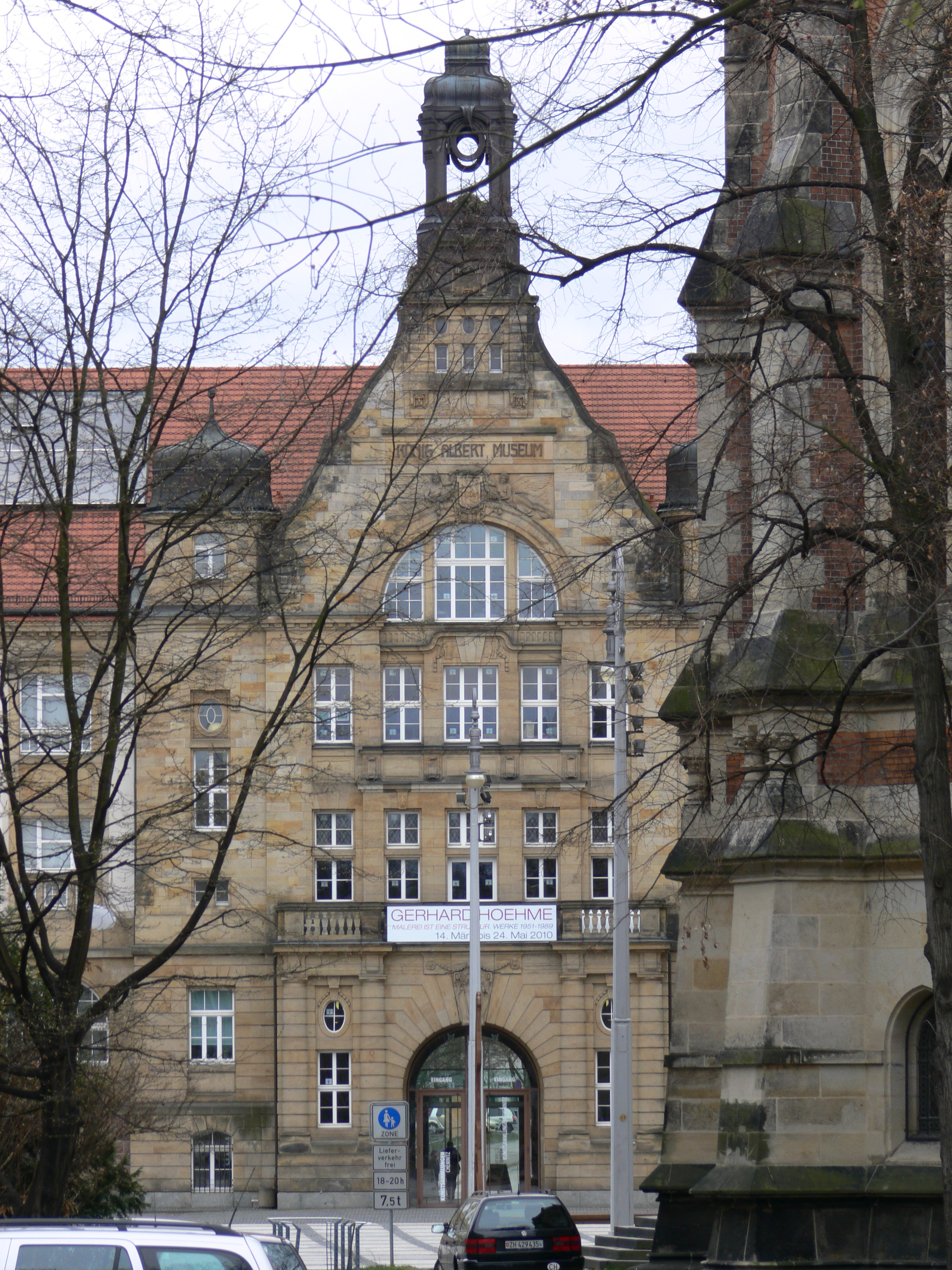
Das König-Albert-Museum beherbergt die Kunstsammlungen am Theaterplatz und das Carlfriedrich-Claus-Archiv.

Am 1. Dezember 1859 gab es erste Überlegungen zur Gründung eines Vereins, der mit Ausstellungen, Vorträgen und Kunstverlosungen der Förderung der bildenden Künste in der aufstrebenden Industriestadt Chemnitz dienen sollte. Am 24. Januar 1860 wurde die Kunsthütte von 30 Gründungsmitgliedern ins Leben gerufen. Um die Jahrhundertwende begann der Verein erfolgreich Einzelausstellungen zu zeigen. Leihweise kamen 1902 von der Direktion der Königlichen Gemäldegalerie in Dresden 21 Gemälde älterer Meister nach Chemnitz, zusätzlich wurden der Kunsthütte 1904 durch die Aussicht auf repräsentative Ausstellungsmöglichkeiten nach Fertigstellung des Museums weitere sechs Gemälde moderner Meister als Leihgaben überlassen. Zu diesem Zeitpunkt war eine deutliche Belebung des geistigen Klimas zu spüren. 1905 beschloss der Rat der Stadt einen Museums- und Theaterneubau.

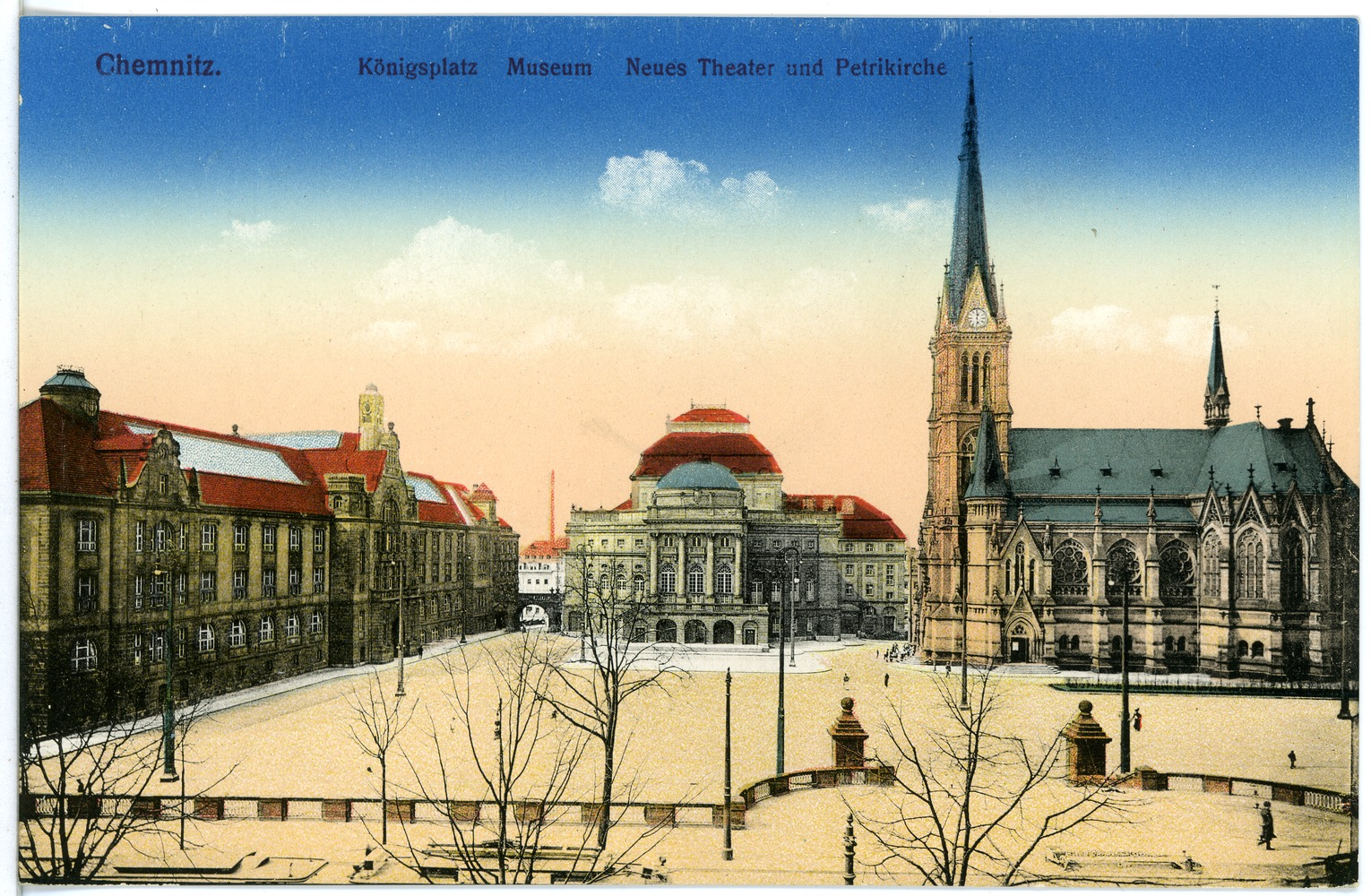
Königsplatz (heute Theaterplatz), 1914, links das Museumsgebäude

Nach Fertigstellung des Museumgebäudes 1908 konnten ausgewählte Vereine der Stadt einziehen, darunter die Kunsthütte sowie der Kunstgewerbliche (gegründet 1884) und Industrieverein (gegründet 1898). Sie fanden in den weiträumigen, hellen Oberlichtsälen hervorragende Bedingungen für die Präsentation ihrer Sammlungen vor. Im Beisein des sächsischen Königs Friedrich August III. wurden am 1. September 1909 das Theater und das König-Albert-Museum feierlich eröffnet.
Die Jahre des Ersten Weltkriegs und der Novemberrevolution brachten zahlreiche Schwierigkeiten mit sich. Mehrfach mussten die Vereine im Museum ihre Ausstellungen geschlossen halten. Durch Neuerwerbungen des Symbolismus und des deutschen Impressionismus konnten Werke namhafter Künstler wie Oskar Zwintscher, Arnold Böcklin, Ferdinand Hodler, Max Klinger oder Max Liebermann der Sammlung eingegliedert werden. Der Gemäldebestand war damit 1919 auf 115 Werke angewachsen.

### 1920 bis 1933: In der Weimarer Republik

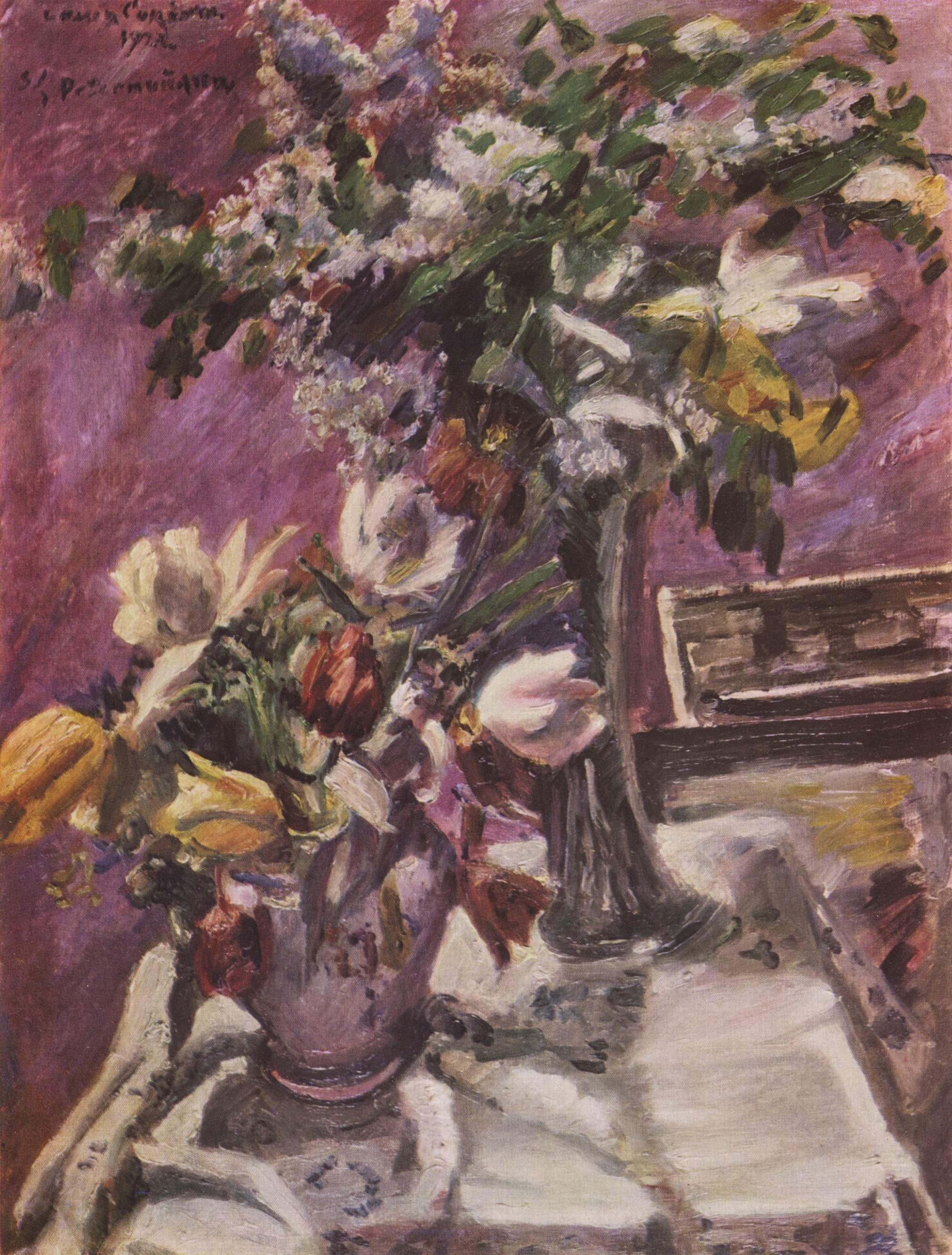
Lovis Corinth: Flieder und Tulpen, 1922, Kunstsammlungen Chemnitz

Die Regelung der Kunst- und Besitzverhältnisse war damit so dringlich geworden, dass sich die Chemnitzer Verwaltung 1920 entschloss, im demokratischen Verständnis der jungen Weimarer Republik nun die Städtische Kunstsammlung Chemnitz zu gründen. Vordringlich dem Kunstschaffen der Gegenwart verpflichtet, avancierte die Chemnitzer Kunstsammlung unter seiner klaren und weitsichtigen Tätigkeit innerhalb nur eines Jahrzehnts zu einer der renommiertesten Sammlungen für zeitgenössische Kunst in Deutschland.
Höhepunkte im Ausstellungsgeschehen der Kunstsammlung unter ihrem Direktor Friedrich Schreiber-Weigand waren die XV. Ausstellung des Deutschen Künstlerbundes 1920, Deutsche Malerei der Gegenwart 1925, zum Jahreswechsel 1925/26 die Ausstellung Neue Sachlichkeit (als dritte Station nach Mannheim und Dresden) sowie Einzelausstellungen zum Werk von Lovis Corinth, Emil Nolde, Robert Sterl, Karl Schmidt-Rottluff, Karl Hofer, Max Pechstein, Otto Mueller, Alexej von Jawlensky, Max Beckmann, Oskar Kokoschka, Paul Klee, Lyonel Feininger, eine Ausstellung der Neuen Sezession München, der Vereinigung Das Junge Rheinland und der Künstlergruppe Chemnitz. Die Ausstellungen zeugen von den Bemühungen um die Vermittlung der Positionen vor allem eines gegenständlichen Expressionismus.

### 1933 bis 1945: Gleichschaltung zur Zeit des Nationalsozialismus
1937 wurden in der nationalsozialistischen Aktion „Entartete Kunst“ 724 Werke einer Vielzahl von Künstlern aus der Städtischen Kunstsammlung beschlagnahmt. Ein großer Teil davon wurde vernichtet.

### 1945 bis 1991: Nachkriegszeit und DDR
Nachdem der 1933 entlassene Friedrich Schreiber-Weigand am 15. Juni 1945 wieder in das Amt des Direktors der Städtischen Kunstsammlungen berufen worden war, unterstanden seiner Leitung auch die Textil- und Kunstgewerbesammlung sowie die Sammlung für Stadtgeschichte im Schloßbergmuseum, wo im September 1946, da das Museum am Theaterplatz noch nicht wieder betriebsfähig war, die erste Einzelausstellung zu Karl Schmidt-Rottluff nach dem Krieg überhaupt stattfand. Da mit Auflösung der Vereine 1945 sowohl die Kunsthütte als auch der Industrieverein ihres Eigentums enthoben worden waren, kamen beide Bestände – als Kunstsammlung sowie als Textil- und Kunstgewerbesammlung – in städtischen Besitz. Im Bemühen, an die Arbeit der zwanziger Jahre anzuknüpfen, stand Friedrich Schreiber-Weigand dem Hause bis zu seinem Lebensende 1953 vor.
In den sechziger und siebziger Jahren gelang es dem damaligen Kunstsammlungsleiter Karl Brix, wieder persönliche Kontakte zu Karl Schmidt-Rottluff herzustellen, sodass bis in die achtziger Jahre hinein zahlreiche Ankäufe von dessen Werken erfolgen konnten. 1984 schließlich, nachdem bereits 1945 bis 1953 die Textil- und Kunstgewerbesammlung und die Städtische Kunstsammlung gemeinsam unter einer Direktion geführt worden waren, erfolgte die Zusammenlegung erneut: Der Eigenname Städtische Kunstsammlungen Karl-Marx-Stadt stand seither im Plural und umfasste nunmehr als drei Abteilungen die Sammlung Malerei und Plastik, das Graphik-Kabinett und die Textil- und Kunstgewerbesammlung. Von 1980 bis 1989 gehörte zu ihr die Galerie am Brühl, die das gleichnamige Viertel beleben sollte. Neben parteipolitischen Ausstellungen wie 40 Jahre Deutsche Volkspolizei (1985) war dort zeitgenössische Kunst unter anderem von Klaus Hähner-Springmühl, Wolfgang Hartzsch, Hartwig Ebersbach und Steffen Vollmer zu sehen. Im Haus am Theaterplatz waren im 1988 und 1989 unter anderem Matthias Stein, Klaus Sobolewski, Jürgen Höritzsch und Vera Kozik zu sehen. 1990 fand dort in Kooperation mit dem Westfälischen Landesmuseum für Kunst und Kulturgeschichte Carlfriedrich Claus’ Einzelausstellung Erwachen am Augenblick. Sprachblätter statt.

### Seit 1990: Nach der Wende

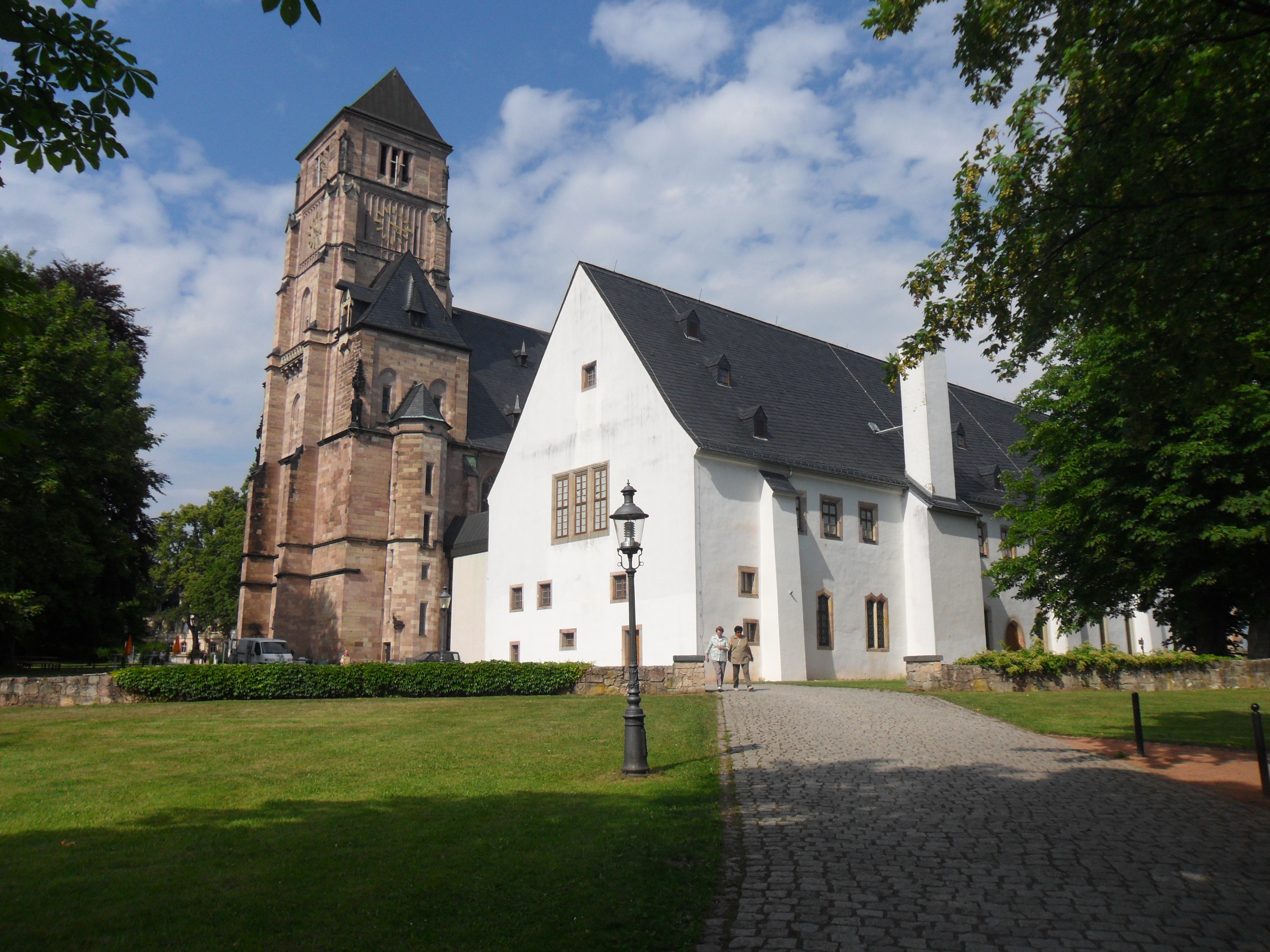
Schloßbergmuseum mit Schloßkirche, 2011

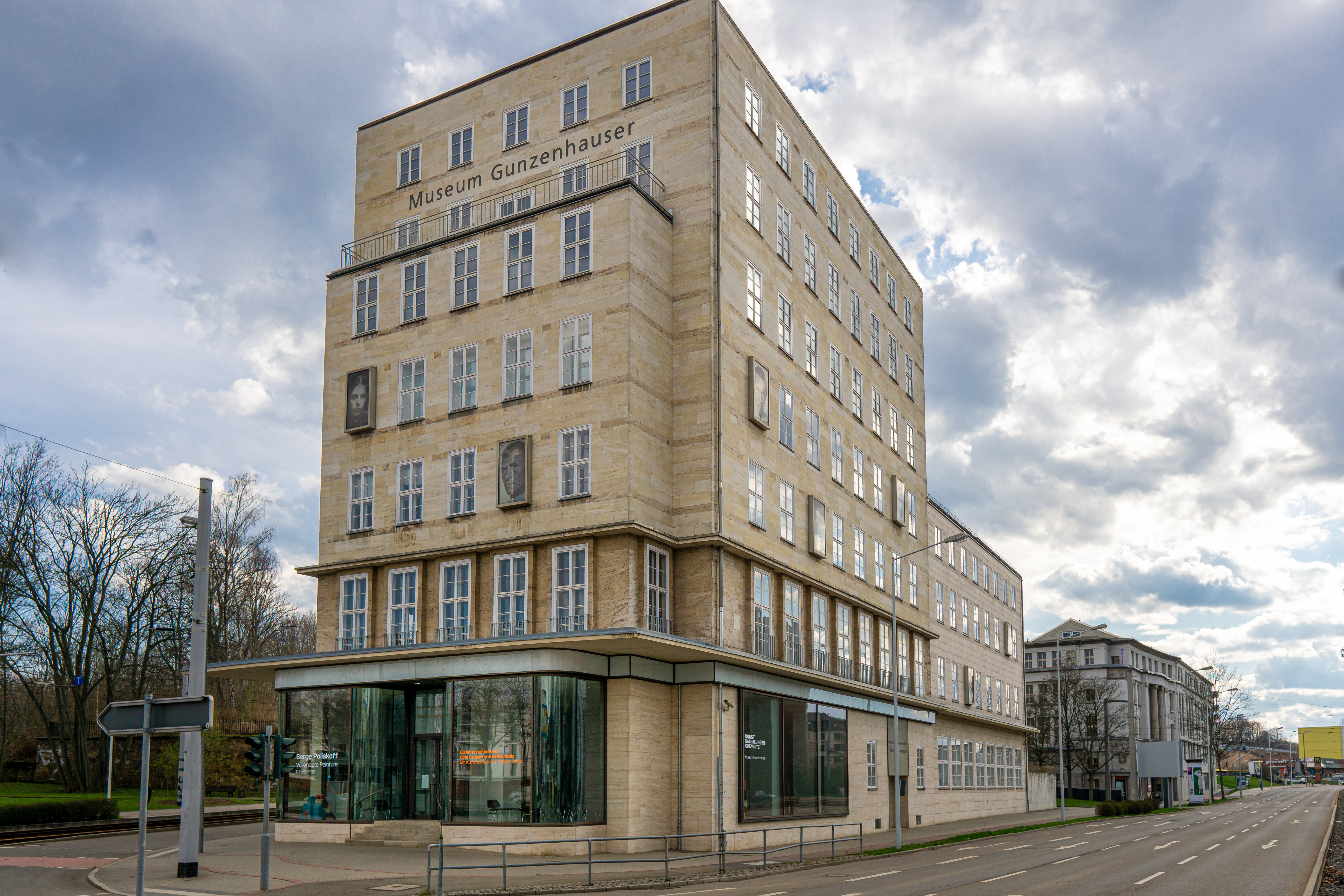
Museum Gunzenhauser, 2021

1991 wurde das Museumskombinat aufgelöst, die Städtische Kunstsammlungen Chemnitz wurden nun eigenständig. Ab 1992 wurde das Museumsgebäude am Theaterplatz unter Berücksichtigung der denkmalpflegerischen Gegebenheiten für eine zeitgemäße Kunstpräsentation saniert. 1998 erfolgte die Umbenennung in Kunstsammlungen Chemnitz. Seit 1999 gehört die Stiftung Carlfriedrich Claus-Archiv dazu, 2001 eröffnete das Henry van de Velde Museum in der Villa Esche als Dependance, es zeigt zahlreiche Objekte und Möbel des berühmten belgischen Künstlers. 2004 wurde das Schlossbergmuseum angegliedert. Es befindet sich in einer spätgotischen Klosteranlage und enthält Objekte zur Stadtgeschichte von Chemnitz. 2007 eröffnete als viertes Haus der Kunstsammlungen Chemnitz das Museum Gunzenhauser, dessen Sammlung aus bedeutenden Werken der klassischen Moderne und der zweiten Hälfte des 20. Jahrhunderts besteht.

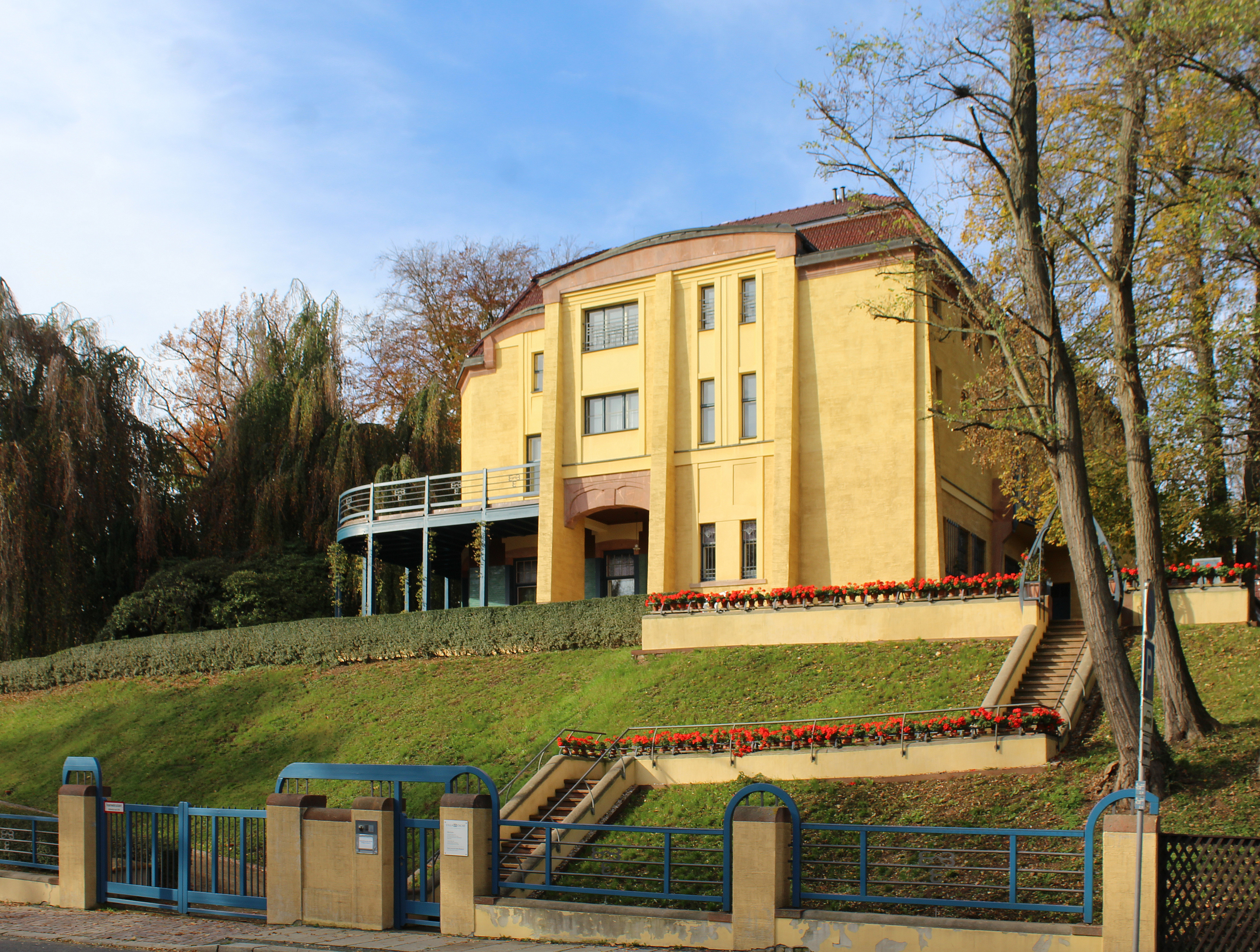
Villa Esche, in der sich das Henry van de Velde Museum befindet, 2019

Neben Ausschnitten aus dem eigenen Fundus zeigen die Kunstsammlungen Chemnitz in Wechselausstellungen Positionen der klassischen Moderne und Gegenwartskunst, und zwar sowohl sächsischer wie internationaler Provenienz. Parallel dazu wird kontinuierlich der Bestand wissenschaftlich bearbeitet; Einzelkataloge dazu liegen bereits vor, andere sind in Vorbereitung. Konservatorisch betreuen drei Fachrestauratoren ständig das Sammlungsgut. Museumspädagogische Programme vermitteln Kunstbegegnungen nicht nur intellektuell, sondern auch erlebnisorientiert einem spielerischen und ganzheitlichen Ansatz folgend. Vorträge, Konzerte und interdisziplinäre Projekte erweitern zusätzlich das Angebot des Hauses. Eine umfangreiche Bibliothek mit circa 80.000 Bänden sowie ein Schriftenarchiv stehen der Öffentlichkeit zu Forschungszwecken zur Verfügung.

## Leitung

### Direktoren und Direktorinnen der Kunstsammlung(en)
- 1920–1933: Friedrich Schreiber-Weigand
- 1933–1934: Wilhelm Rüdiger
- 1934–1945: Josef Müller
- 1945–1953: Friedrich Schreiber-Weigand
- 1953–1957: Josef Müller
- 1958–1965: Walter Willi Leopold
- 1965–1981: Karl Brix
- 1981–1982: Ute Werner (kommissarisch)
- 1983–1985: Werner Ballarin
- 1985–1989: Gabriele Juppe (kommissarisch)
- 1990–1991: Katharina Metz (kommissarisch)
- 1992–1995: Susanne Anna
- 1996–2017: Ingrid Mössinger
- 2018–2023: Frédéric Bußmann
- 2023: Julia Katrin Hoppen-Magerle und Anja Richter (kommissarisch)
- seit 2024: Florence Thurmes[4]

### Direktoren der Städtischen Museen Chemnitz/Karl-Marx-Stadt
- 1934–1945: Waldemar Ballerstedt
- 1945–1953: Friedrich Schreiber-Weigand
- 1953–1958: Josef Müller
- 1958–1966: Walter Willi Leopold
- 1966–1967: Werner Reißmann
- 1967–1970: Siegfried Arlt
- 1970–1972: Horst Heidrich
- 1973: Karl Brix (kommissarisch)
- 1973–1975: Erich Döring
- 1975–1991: Johannes Gurks (Auflösung des „Museumskombinats“)[1]

## Exponate (Auswahl)
Die Kunstsammlungen Chemnitz umfassen eine Gemäldesammlung von rund 1.400 Werken seit dem Ende des 18. Jahrhunderts, unter anderem mit Werken von Caspar David Friedrich, Max Liebermann, Gabriele Münter, Martha Schrag, Georg Baselitz sowie Carsten und Olaf Nicolai. Ferner beinhalten die Kunstsammlungen Chemnitz mit etwa 300 Werken die zweitgrößte Sammlung von Werken des Expressionisten Karl Schmidt-Rottluff.
Die Skulpturensammlung umfasst Werke unter anderen von Edgar Degas, Constantin Meunier, Georg Kolbe, René Sintenis, Richard Scheibe, Gustav Seitz, Tony Cragg und Henrike Naumann.
Das Graphik-Kabinett besitzt 25.000 Arbeiten auf Papier von Albrecht Dürer bis A. R. Penck. Mit größeren Konvoluten sind unter anderem Honoré Daumier, Max Klinger, Käthe Kollwitz und Edvard Munch vertreten. Für das 20. Jahrhundert liegen die Schwerpunkte auf regionaler und internationaler Kunst, unter anderem Vertreterinnen und Vertreter von Clara Mosch wie Thomas Ranft, Dagmar Ranft-Schinke, Michael Morgner sowie Werken von Wolfgang Mattheuer, Georg Baselitz, K. O. Götz und Osmar Osten.
Die Textil- und Kunstgewerbesammlung umfasst rund 36.000 Objekte aus dem 18. bis 21. Jahrhundert. Darunter befinden sich umfangreiche Beständen von Textilien, etwa koptische Stoffe, Bauhaus-Textilien und historische Strümpfe. Darüber hinaus gehören der Sammlung historische Plakate unter anderem des Jugendstils und der DDR-Zeit an sowie 1000 internationale Tapeten der Jahrhundertwende. Es sind Werke unter anderem von William Morris, Koloman Moser, Vally Wieselthier, Richard Riemerschmid, Mariano Fortuny, Otti Berger und Elrid Metzkes vertreten. Der Bestand an Werken von Henry van de Velde wird im Henry van de Velde Museum ausgestellt. Seit 2020 befindet sich der Nachlass von Karl Clauss Dietel in der Sammlung.
Das Carlfriedrich Claus-Archiv beinhaltet über 550 Handzeichnungen und rund 850 Druckgrafiken des Künstlers, außerdem Tonbänder, Kassetten, Manuskripte, Notizbücher und Fotonegative. Dazu kommt eine Bibliothek von rund 10.000 Bänden aus Claus’ Besitz.

## Künstler, deren Werke 1937 als „entartet“ aus der Sammlung beschlagnahmt wurden
Josef Albers, Alexander Archipenko, Wulf Arnold, Ernst Barlach, Rudolf Bauer, Willi Baumeister, Max Beckmann, Umberto Boccioni, Max Burchartz, Jorgos Busianis, Heinrich Campendonk, Carlo Carrà, Marc Chagall, Giorgio de Chirico, Lovis Corinth, Walter Dexel, Otto Dix, Nicolas Mathieu Eekman, Fritz Feigler, Lyonel Feininger, Conrad Felixmüller, Oskar Fischer, Rose Friedrich, Paul Gangolf, Otto Gleichmann, Natalja Gontscharowa, Walter Gramatté, Rudolf Großmann, George Grosz, Erich Heckel, Jacoba van Heemskerck, Ludwig Hirschfeld-Mack, Bernhard Hoetger, Karl Hofer, Johannes Itten, Alexej von Jawlensky, Hans Jüchser, Wassily Kandinsky, Joachim Karsch, Max Kaus, Ernst Ludwig Kirchner, Paul Klee, Paul Kleinschmidt, Moissey Kogan, Oskar Kokoschka, Bernhard Kretzschmar, Alfred Kubin, Otto Lange, Michail Larionow, Werner Laves (1903–1972), Wilhelm Lehmbruck, August Macke, Franz Marc, Gerhard Marcks, Frans Masereel, Ewald Mataré, Henri Matisse, Moriz Melzer, Carlo Mense, Johannes Molzahn, Georg Muche, Otto Müller, Ernst Müller-Gräfe, Otto Niemeyer-Holstein, Emil Nolde, Max Pechstein, Hermann Poll, Enrico Prampolini, Carl Rabus, Imre Reiner, Christian Rohlfs, Wilhelm Rudolph, Edwin Scharff, Richard Scheibe, Oskar Schlemmer, Karl Schmidt-Rottluff, Eva Marie Schlenzig, Georg Scholz, Martha Schrag, Lucie Schreihage (* 1897), Lothar Schreyer, Otto Schubert, Karl Schwesig, Kurt Schwitters, Paul Adolf Seehaus, Gino Severini, Slawi Soucek, Otto Theodor Wolfgang Stein, Fritz Stuckenberg, Arnold Tropp, Hans Troschel, Max Unold, Christoph Voll, William Wauer und Heinrich Zille.

## Filme
- Kunstsammlungen Chemnitz (= Museums-Check. Folge 11). Reportage, 30 Min., Moderation: Markus Brock, Produktion: 3sat. Erstausstrahlung: 25. September 2011.[9]

## Publikationen
- Frédéric Bußmann, Katrin Bielmeier (Hrsg.): Metablau und gestautes Grün: Schenkung Grafiksammlung Brigitte und Hans Robert Thomas. Sandstein Verlag, Dresden 2023, ISBN 978-3-95498-736-8.
- Frédéric Bußmann, Brigitta Milde (Hrsg.): „Im Morgenlicht der Republik“: 100 Jahre Kunstsammlungen Chemnitz. Kunstsammlungen Chemnitz, Chemnitz 2020, ISBN 978-3-86502-437-4.
- Revolutionär! Russische Avantgarde aus der Sammlung Vladimir Tsarenkov. Kunstsammlungen Chemnitz, Chemnitz 2016, ISBN 978-3-95498-269-1.
- Die Peredwischniki. Maler des russischen Realismus. Stadt Chemnitz Kunstsammlungen, Chemnitz 2012, ISBN 978-3-930116-13-3.
- Künstlerplakate aus der DDR 1967–1990. Schenkung Margrit und Gerd Becker. Hrsg. von Ingrid Mössinger und Katharina Metz. Kerber, Bielefeld/Leipzig 2009, ISBN 978-3-86678-238-9.
- Die Freunde der Kunstsammlungen Chemnitz. Chemnitz 2009, ISBN 978-3-00-029720-5.
- Honoré Daumier. „Ein Spötter ist’s und scharf sein Scherz“. Lithographien, Skulpturen, Gemälde. Hrsg. von Ingrid Mössinger und Karin Sagner. Kerber, Bielefeld/Leipzig 2008, ISBN 978-3-86678-168-9.